# Smolove, Bahmaci
Smolove (în ucraineană Смолове) este un sat în comuna Rubanka din raionul Bahmaci, regiunea Cernihiv, Ucraina.

## Demografie
Componența lingvistică a localității Smolove
     Ucraineană (100%)
Conform recensământului din 2001, toată populația localității Smolove era vorbitoare de ucraineană (100%).